# エフゲニー・クリモヴィッチ
エフゲニー・コンスタンチノヴィッチ・クリモヴィッチ（ロシア語: Евгений Константинович Климович、1871年1月24日 - 1930年6月5日）は、ロシア帝国の軍人、警察官僚。中将。警察部長。元老院議員。

## 経歴
ポロツク幼年団、パヴロフ軍事学校（パーヴェル軍事学校）を卒業し、第69歩兵連隊に配属された。
1898年、独立憲兵団勤務に移った。1905年の革命後、急速に出世し、一連の都市で警備局（オフラーナ）長を務め、モスクワ特別市長となった。
第一次世界大戦時、1916年2月に警察部長に任命され、革命防止のための一連の措置を取った。同年9月15日に解任され、元老院議員に任命された。
1917年に逮捕されたが、ロシア南部に逃亡し、1918年、義勇軍本部に辿り着いた。1920年5月、南ロシア軍総司令官ピョートル・ヴラーンゲリ将軍により、ボリシェヴィキのエージェント対策を行う防諜機関、総司令官本部特別課長兼文官局長補佐官に任命された。1920年8月、クリモヴィッチ将軍によるロシア軍後方の掃討作戦の成功と関連して、ヴラーンゲリ将軍は、クリモヴィッチに国家の警備の全権を委任した。
1920年11月のクリミア脱出後、ベオグラードに居住。1930年6月5日、パンチェヴォで死去。

## 参考資料
- "Биографический справочник высших чинов Добровольческой армии и Вооруженных Сил Юга России. Материалы к истории Белого движения", Николай Рутыч, М., 2002